# 岩槻人形博物館
さいたま市岩槻人形博物館（さいたましいわつきにんぎょうはくぶつかん）は、埼玉県さいたま市岩槻区に所在する博物館。
日本初の人形をテーマとする公共博物館である。2020年2月22日に開館した。

## 設立の経緯
岩槻は国内有数の人形（岩槻人形）の産地として知られており、その伝統や文化を活かした観光施設として旧岩槻市時代の1960年代から建設構想があった。さいたま市に編入合併後、埼玉高速鉄道岩槻駅延伸や岩槻城復元などの構想と絡めて建設計画が始動した。
当初は岩槻城址公園の拡張地内に建設することが決定していたが、岩槻区役所跡地を本館とし、取得地で普及施設の建設を行う方針に変更された。また、本館の側ににぎわい交流施設・「さいたま市にぎわい交流館いわつき」を建設して、博物館の開館に併せてオープンさせた。公立では日本で唯一の人形博物館となる。
実業家・蒐集家西澤仙湖とその娘婿である日本画家西澤笛畝の人形コレクションを展示していた越生町の笛畝人形記念美術館（1986年に開館。笛畝の長女で日本画家の西澤豊水が、父の没後20年を記念して私財で建設した）が閉館となり、2005年にこのコレクションを岩槻人形協同組合が取得した後、さいたま市へ寄贈し、実業家・浅原革世の人形コレクション、ヘチマコロンの販売元で知られた天野源七商店の当主の雛人形、笛畝と共に人形芸術運動を展開した人形作家の岡本玉水の作品を初めとした6000体の人形および関連資料も含めてこれらを展示している。当館の収蔵品の約7割は、笛畝のコレクションである。

## 沿革
- 2009年（平成21年） - 第1回岩槻人形会館開設準備委員会が開催。2012年開館を目標としていた。
- 2010年（平成22年） - 岩槻城址に隣接する土地を市有地（岩槻城址公園の拡張地）として取得。
- 2015年（平成27年） - 事業用地を岩槻区役所跡地に拡大。
- 2016年（平成28年） - NPO法人岩槻・人形文化サポーターズを設立。
- 2017年（平成29年）11月 - 着工
- 2020年（令和2年）2月22日 - 開館

## アクセス
- 東武野田線（東武アーバンパークライン）「岩槻駅」より徒歩10分